# 葉尼塞灣

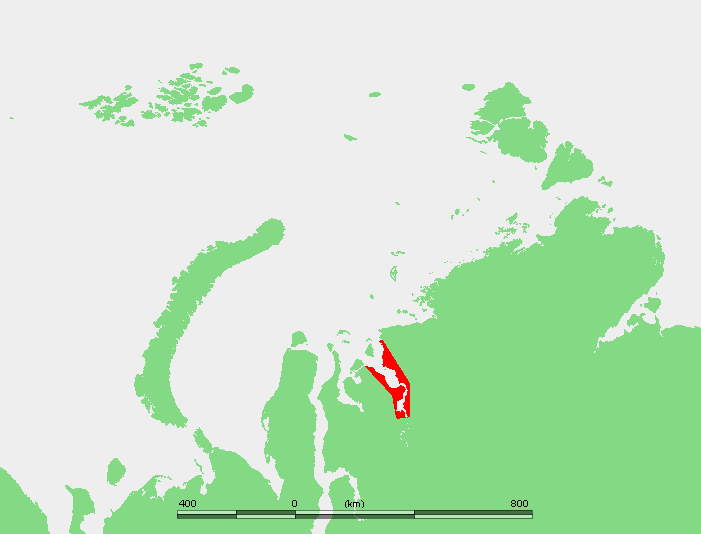

葉尼塞灣（Енисейский залив）是俄羅斯的海灣，位於格達半島和歐亞大陸之間的喀拉海，由克拉斯諾亞爾斯克邊疆區負責管轄，最大水深63米，每年有九個月時間被冰封。面积1.29万平方公里。是俄罗斯的内海。